# Iulius Alpinus Classicianus
Pour les articles homonymes, voir Alpinus.
Caius Iulius Alpinius Classicianus est un fonctionnaire impérial de l'empire romain du Ier siècle apr. J.-C..

## Famille
Il est le fils d'un Caius, son épouse, Julia Pacata Induca, est la fille de Julius Indus, aristocrate Trevires et légat de Caius Silius, qui en 21, contribua à mettre fin à la révolte de Sacrovir, en battant sur le champ de bataille Iulius Florus.
On lui connaît 2 fils, Alpinius Montanus, sénateur Trevires et préfet de cohorte dans l'armée de Vitellius en 69, et Decimus Alpinius,,.

## Biographie
Procurateur de Bretagne dans les années 60 après Jésus-Christ, Iulius Alpinus Classicianus est notamment célèbre pour avoir critiqué la répression et le laxisme du gouverneur Suetonius Paulinus après la révolte de Boudicca en 61. L'empereur Néron lui donna raison en remplaçant rapidement le gouverneur par Petronius Turpilianus.
Il fut puni par Caecina, en 69, alors qu'il était un des principaux de la cité d'Aventicum (Tacite, Histoires, Livre I, Chap. 68).

## Sources
1. ↑  Publius Cornelius Tacitus, Histoire, III, 35
2. ↑  Publius Cornelius Tacitus, Histoire, V, 19
3. ↑  Publius Cornelius Tacitus, Histoire, IV, 31, 32

- Tacite, Annales, XIV, 38-39
- Jean-Pierre Martin, Les provinces romaines d'Europe centrale et occidentale, SEDES, Paris, 1990